# Ion Jardan
Ion Jardan (n. 10 ianuarie 1990, Cornești, Ungheni) este un fotbalist din Republica Moldova, legitimat la clubul FC Sheriff Tiraspol. Joacă pe postul de fundaș dreapta.
S-a consacrat la naționala Under-21 a Republicii Moldova, unde a deținut timp de 2 ani banderola de căpitan, jucând în 16 meciuri și având 2 goluri marcate. Probabil golul carierei poate fi numit cel de la Ekaterinburg in meciul Rusia - Moldova, marcând în ultimele minute ale partidei golul egalizator al echipei.

## Biografie

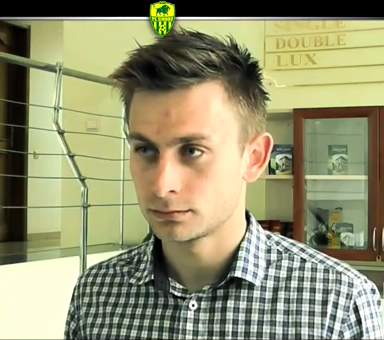
Ion Jardan în 2015

Ion Jardan s-a născut la Cornești, Ungheni la 10 ianuarie 1990. În 1991, familia se mută la Ungheni. Provine dintr-o familie de sportivi. Tatăl său, Valeriu Jardan, a jucat mulți ani fotbal pentru cluburile din regiune, în sezonul 1980-81, reușind chiar să joace în Divizia Națională din RSSM, pentru FC Prut Ungheni. A mai jucat pentru Codru Milești, Haiduc Bumbăta și Motorul Cornești, unde a și antrenat. Ulterior a condus echipa Delia Ungheni și a deținut funcția de președinte a Federației Județene de Fotbal, Ungheni. Fratele său, Cristian Jardan, a jucat fotbal pentru echipa locala din Ungheni din 2000 până în 2010. Mai are o soră, Mihaela Jardan, medic neurolog în Plau Am See, Germania. Mama, Lucia Bacalu este jurnalist, directorul publicației Expresul de Ungheni. A început fotbalul la școala sportivă din Ungheni, de unde la vârsta de 16 ani a fost promovat la echipa de seniori din localitate ce juca în Divizia A. Ulterior a trecut la FC Rapid Chișinău. A absolvit Facultatea de Geografie, Turism și Istorie a Universității din Tiraspol, iar în prezent este student al Universității Libere Internaționale din Moldova (ULIM), Facultatea de Business și Administrare. Și-a deschis o afacere proprie, agenția de turism „Favorit-Tur”.

## Cariera

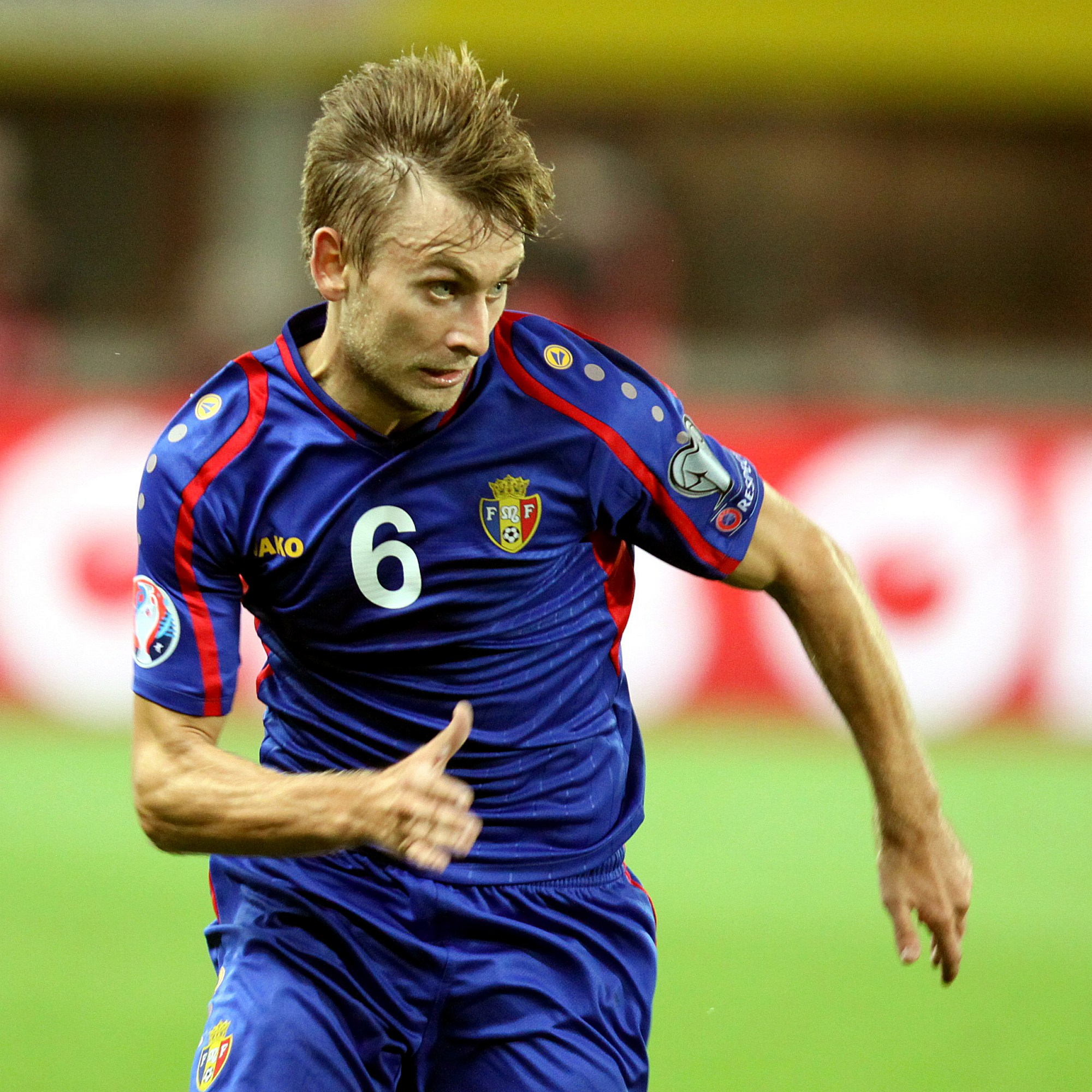
Ion Jardan la meciul Austria - Moldova din 5 septembrie 2015

### FCM Ungheni
Produs al Școlii Sportive din localitate, antrenor Sergiu Noni, Ion Jardan este promovat la echipa mare la vârsta de 16 ani și 4 luni, în mai la un meci contra ci CSCA Chișinău, echipă ce ulterior se va transforma în FC Rapid Ghidighici. După apariții sporadice la prima echipă, în sezonul 2007-2008, trece definitiv la prima echipă unde devine component de bază, fiind integralist în toate meiurile din tur. În cele 16 partide jucte, reușește să nscrie de 2 ori, iar jocul său constant și bun atrage atenția echipelor din Chișinău. Acel tur de campionat a fost unul dintre cele mai reușite ale echipei din Ungheni în Divizia A.

### Rapid Ghidighici
În ianuarie 2008, Ion Jardan ajunge la FC Rapid Ghidighici unde de la început joacă mai mult pentru echipa de tineret și cea de-a doua din Divizia „A”. În sezonul următor își face debutul la un meci cu Sheriff Tiraspol, iar din 2010 este titular incontestabil la echipă. Din octombrie, 2012 este căpitanul echipei. Cea mai mare performanță cu echipa o atinge în sezonul 2011-2012 când ajunge în finala Cupei Moldovei. Din cauza unei accidentări nu joacă în finală, iar Rapid Ghidighici pierde de la Milsami Orhei după executarea loviturilor de departajare.

### Zimbru Chișinău
Din iarna anului 2014 joacă la clubul Zimbru Chișinău. Este jucător de bază și căpitanul echipei. Cu Zimbru reușește să câștige Cupa Moldovei 2013-2014 și Supercupa. Sub egida antrenorului bielorus Oleg Kubarev, deși a terminat campionatul pe locul 4, Zimbru a câștigat Cupa Moldovei pentru a 6-a oară și Supercupa Moldovei pentru prima dată. Grație acestor succese echipa s-a calificat pentru primul tur preliminar al UEFA Europa League 2014–15. Echipa a trecut de trei tururi preliminare, depășind pe rând echipele KF Shkëndija, ȚSKA Sofia și SV Grödig și a ajuns în premieră până în play-off-ul Europa League unde însă a fost eliminată de echipa greacă PAOK Salonic după o victorie cu 1–0 acasă și o înfrângere scor 0–4 în deplasare. Tot cu Zimbru, reușește un parcurs onorabil în sezonul de Europa League 2015-2016. În primul tur, trece de georgienii de la FC Chichura Sachihere, după un meci dramatic în deplasare în care Ion Jardan reușește egalarea în minutul 61.

### Sheriff Tiraspol
La 25 ianuarie 2017, clubul de fotbal FC Sheriff Tiraspol a anunțat că fostul jucător al lui Zimbru Chișinău, Ion Jardan, își va continua cariera la echipa din stânga Nistrului. Fundașul naționalei Moldovei era prima achiziție al "viespilor" în această perioadă de mercato. Cu tiraspolenii, Ion Jardan câștigă Cupa și Campionatul Republicii Moldova ediția 2016-2017.

## Palmares
Sheriff Tiraspol
- Divizia Națională (1) 2016-2017
- Cupa Moldovei (1) 2016-2017

Zimbru Chișinău
- Cupa Moldovei (1): 2013–14
- Supercupa Moldovei (1): 2014